# Yuan Xi
En aquest nom xinès, el cognom és Yuan.
Yuan Xi (mort el 207) va ser el segon fill del senyor de la guerra Yuan Shao durant el període de la tardana Dinastia Han Oriental de la història xinesa.
Yuan fou descrit en la novel·la històrica del Romanç dels Tres Regnes de Luo Guanzhong com "intel·ligent, però feble i indecís", en contrast amb el seu germà gran Yuan Tan, que fou descrit com "valent, però impulsiu i violent". Després que les forces combinades de Yuan Xi i el seu germà menor Yuan Shang van ser derrotades en el camp de batalla per Cao Cao en les batalles que van seguir després de la batalla de Guandu, ell va fugir a Liaodong amb Yuan Shang i va romandre allí amb l'administrador Gongsun Kang, amb l'esperança d'apoderar-se algun dia de les forces de Gongsun i venjar-se de Cao Cao. Això no obstant, ells van ser traïts i van morir en una emboscada estesa per Gongsun, que en comptes volia unir-se a les forces de Cao.
L'esposa de Yuan Xi, la Dama Zhen, va ser presa com esposa pel fill de Cao Cao, Cao Pi, mentre Yuan Xi encara hi era viu.